# Governo Ferdinando Troya
Il governo Ferdinando Troya è stato il quindicesimo governo del Regno delle Due Sicilie.

## Composizione
- Salvatore Murena: Ministro Segretario di Stato dell'Interno
  - dal 23 novembre 1854 Lodovico Bianchini
- Duca Luigi Carafa della Spina di Traetto: Ministro Segretario di Stato degli Affari Esteri
- Raffaele Longobardi: Ministro Segretario di Stato di Grazia e Giustizia
  - dal 7 agosto 1854: Ferdinando Troya ad interim
  - dal 1º settembre 1854: Luigi Pionati
  - dal 3 giugno 1859: Cesare Gallotti ad interim
- Pietro d'Urso: Ministro Segretario di Stato delle Finanze 
  - dal 3 dicembre 1855: Ferdinando Troya ad interim
  - dal 4 febbraio 1856: Salvatore Murena
- Francesco Emanuele Pinto y Mendoza: Ministro Segretario di Stato della Guerra e della Marina
  - dal 14 settembre 1855: Brigadiere Francesco Antonio Winspeare
- Raffaele Carrascosa: Ministro Segretario di Stato dei Lavori Pubblici
  - dal 23 novembre 1854: Salvatore Murena
  - dal 3 giugno 1859: Salvatore Mandarini ad interim
- (dal 4 novembre 1852) Orazio Mazza: Ministro Segretario di Stato della Polizia Generale
  - dal 14 settembre 1855: Lodovico Bianchini
  - dal 3 giugno 1859: Francesantonio Casella ad interim
- Francesco Scorza: Ministro Segretario di Stato degli Affari Ecclesiastici e dell'Istruzione Pubblica
- Giovanni Cassisi: Ministro Segretario di Stato degli Affari di Sicilia
- (dal 23 novembre 1854) Raffaele Carrascosa: Ministro Segretario di Stato senza portafoglio